# Vydra hladkosrstá
Vydra hladkosrstá (Lutrogale perspicillata) je druh lasicovité šelmy. Jedná se o největší sladkovodní druh vydry v Asii.
Vyskytuje se v regionu jihovýchodní Asie (např. Indonésie, Kambožda, Bangladéš) a také Indii a samostatná populace existuje v Iráku (vzdálena asi 1200 mil západně od hlavní oblasti výskytu). Proto se rozlišují tři poddruhy:
- Lutrogale perspicillata perspicillata – Indie, jižní Čína, pevninská JV Asie, Borneo, Sumatra, Jáva
- Lutrogale perspicillata sindica – Afghánistán, Pákistán
- Lutrogale perspicillata maxwelli – samostatná populace v Iráku

Jednotlivé poddruhy se odlišují zbarvením.
Žije ve sladkých vodách, a to jak v řekách a jejich blízkosti, tak mangrovových oblastech či jezerech. Právě tamní vody jsou často znečištěné, což vede k úbytku populace. Dalším rizikem pro vydry hladkosrsté je taktéž lov na maso a kožešinu.
Jedná se o společenský druh, takže se často pohybuje ve větších rodinných skupinách – v nich také loví. Pro svou povahu je také ochočována – jejích schopností využívají rybáři v Indii a Bangladéši.
Živí se rybami a dalšími vodními živočichy (např. žábami, vodním hmyzem či kraby).
Dosahuje délky 100 až 120 cm, z toho na ocas připadá kolem 40 cm. Váží 7 až 11 kg. Samice běžně rodí jedno až pět mláďat. Např. v Zoo Praha ale samice porodila sedmerčata.

## Chov v zoo
Patří mezi raritně chované druhy. Historicky byla chována jen v několika zoo ve Spojeném království. V roce 2013 se poprvé dostala také do kontinentální Evropy. Na počátku roku 2019 byla chována v osmi evropských zoo: třech britských (konkrétně v Anglii), v české Zoo Praha (od 2013) a nověji třech francouzských a jedné německé zoo.

### Chov v Zoo Praha
Vydra hladkosrstá je v Zoo Praha chována od roku 2013. V té době se tak pražská zoo stala první a v tu dobu také jedinou zoo v kontinentální Evropě, kde bylo možné tento druh vidět. Původně přišly dvě samice ze Zoo Colchester ve Spojeném království. V listopadu 2015 dorazil samec, a mohly taky začít snahy o odchov. Z původních plánů chovu ve skupině sešlo – samice se nesnesly, a tak jedna ze sester opustila Prahu a byla převezena zpět do Spojeného království. Na počátku roku 2017 se samici Kiri (v té době šestiletá, pochází z prvního odchovu v Colchesteru z roku 2011) a samci Scottymu narodilo sedm mláďat. Přestože mezitím přibyla na seznam zařízení na evropské pevnině dvě francouzské zoo, jednalo se o první úspěšný odchov tohoto druhu v kontinentální Evropě.

Tento druh je k vidění v pavilonu Indonéská džungle v horní části zoo, a to v expozici společně s binturongy palawánskými. 

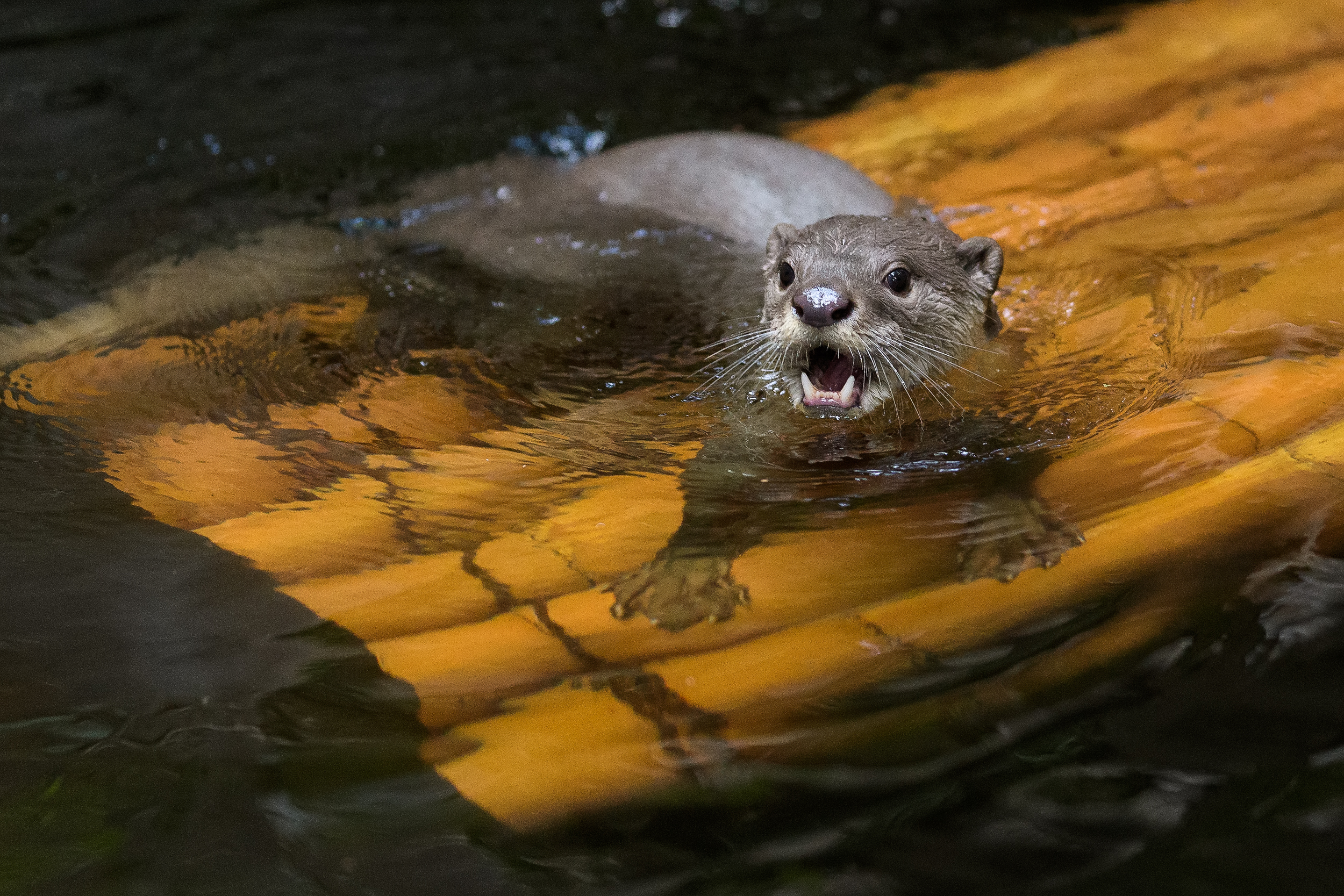
Enrichment u vyder hladkosrstých
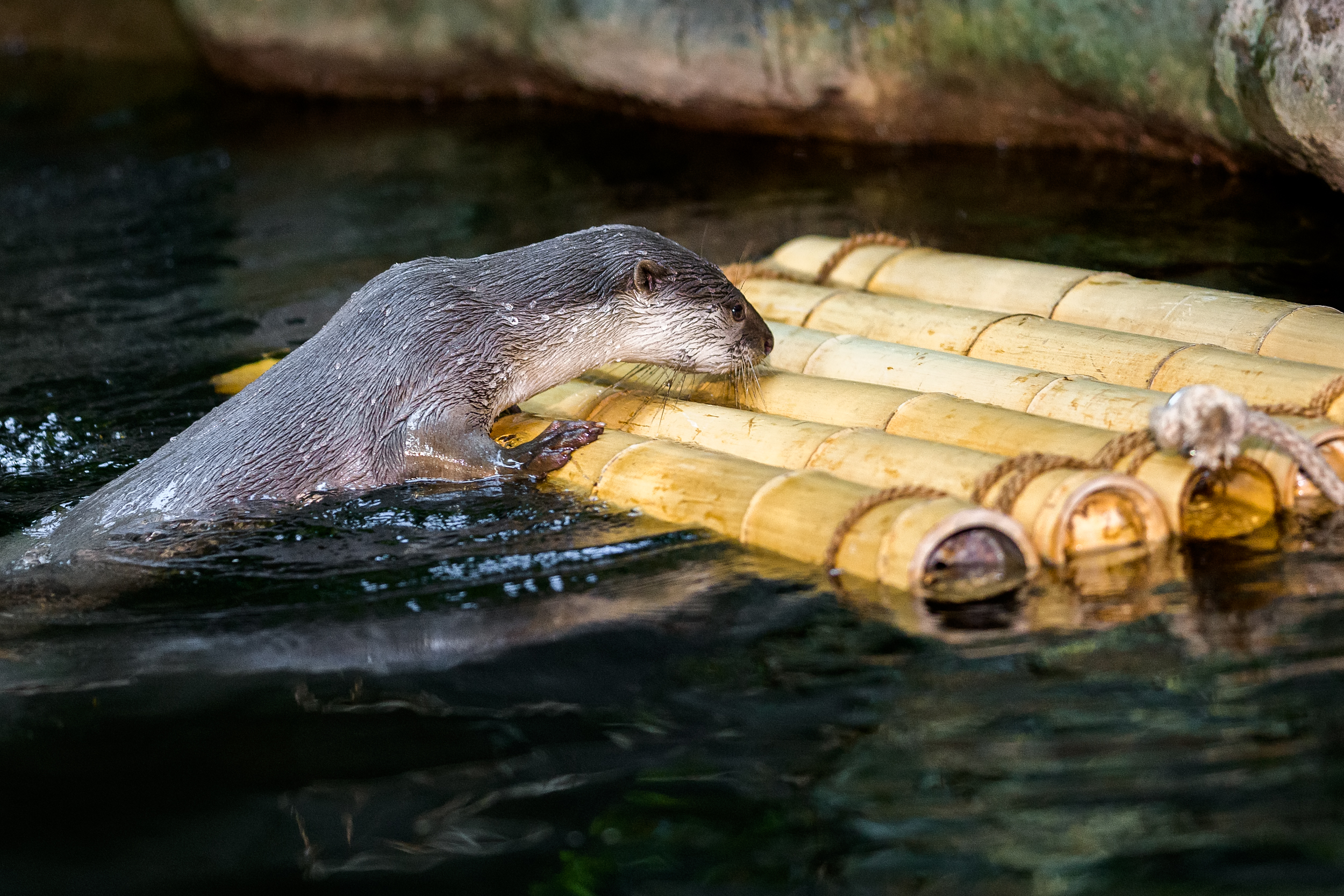
Enrichment u vyder hladkosrstých
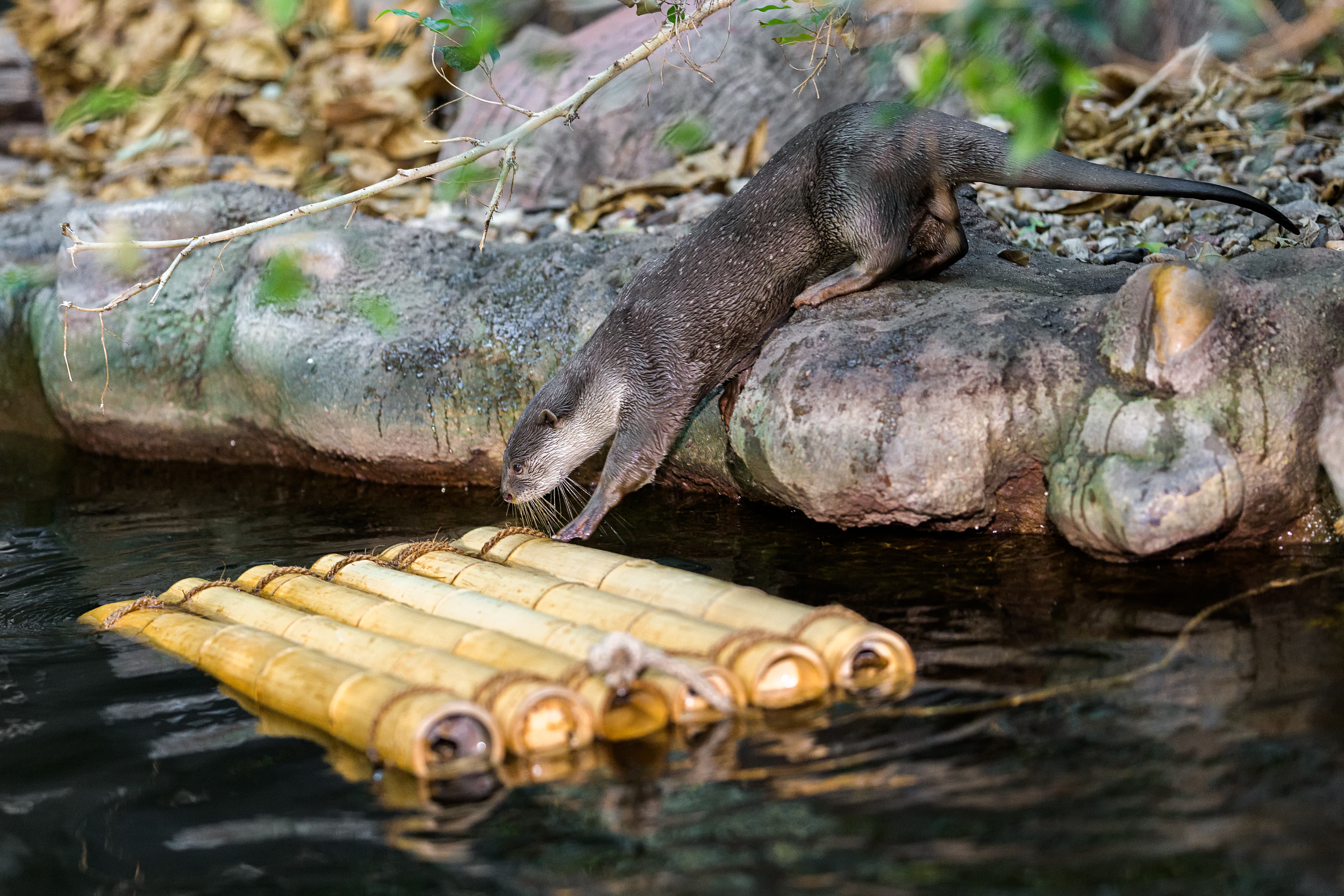
Enrichment u vyder hladkosrstých
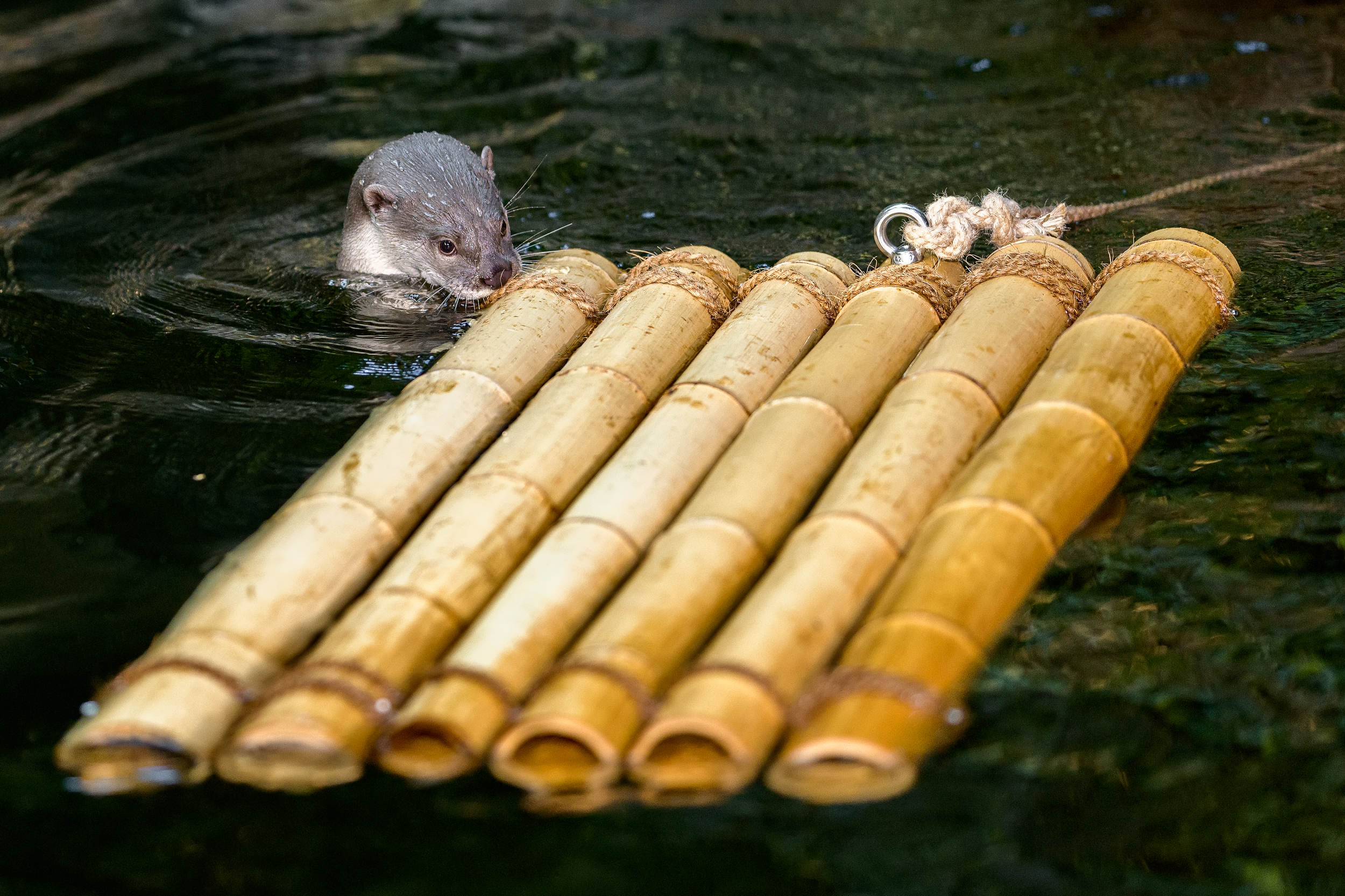
Enrichment u vyder hladkosrstých

## Zajímavosti
Skotský přírodovědec, dobrodruh a také spisovatel Gawin Maxwell (1914–1969) zkoumal tento druh vyder v Iráku a také si do Skotska v roce 1957 dovezl samečka jménem Mijbil. Následně o svých zkušenostech a soužití s vydrami napsal knihu Ring of Bright Water, tedy Prsten čiré vody (prvně vydané 1960). Prvního vydání se prodalo přes dva miliony výtisků. V Česku byla tato kniha vydána pod názvem Jasná voda vůkol. Podle knihy byl natočen i úspěšný film Kruhy na vodě/Ring of Bright Water (1969). Zajímavostí je, že se ukázalo, že Maxwellem ochočované vydry patří k samostatné populaci, a tak byla vyčleněna jako třetí samostatný poddruh. Ten dostal na počest tohoto přírodovědce, díky němuž byl právě tento poddruh zkoumán a popularizován, latinský název L. p. maxwelli.